# Cleveland Browns 1989
La stagione 1989 dei Cleveland Browns è stata la 40ª della franchigia nella National Football League.
Fu la prima stagione sotto la direzione del capo-allenatore Bud Carson, coordinatore difensivo dei New York Jets nella stagione precedente. I Browns raggiunsero la terza finale della AFC in quattro stagioni, venendo eliminati ancora una volta dai Denver Broncos.
Fu la quinta stagione consecutiva in cui i Browns raggiunsero i playoff e rimase l'ultima fino al 1994. Al 2021 questo è l'ultimo titolo di division della franchigia.

## Roster
| Roster dei Cleveland Browns nel 1989 |
| --- |
| Quarterback - 19 Bernie Kosar - 10 Mike Pagel Running Back - 26 Keith Jones - 34 Kevin Mack - 42 Tim Manoa FB - 21 Eric Metcalf - 33 Mike Oliphant - 35 Barry Redden Wide Receiver - 86 Brian Brennan - 80 Vernon Joines - 88 Reggie Langhorne - 89 Gerald McNeil - 84 Webster Slaughter - 85 Lawyer Tillman Tight End - 82 Ozzie Newsome - 81 Derek Tennell Offensive Linemen - 68 Ted Banker G - 64 Tom Baugh C - 74 Paul Farren T - 79 Mike Graybill T - 69 Dan Fike G - 66 Tony Jones T - 73 Gregg Rakoczy C - 63 Cody Risien T Defensive Linemen - 60 Al Baker DE - 97 Robert Banks DE - 71 Tom Gibson DE - 78 Carl Hairston DT - 95 Marlon Jones DT - 92 Michael Dean Perry DT - 75 Chris Pike DT - 96 Andrew Stewart DE Linebacker - 58 Clifford Charlton OLB - 56 Dave Grayson OLB - 51 Eddie Johnson ILB - 59 Mike Johnson MLB - 57 Clay Matthews Jr. OLB - 50 Van Waiters OLB Defensive Back - 24 Anthony Blaylock CB - 36 Stephen Braggs CB - 29 Hanford Dixon CB - 30 Thane Gash FS - 40 Kyle Kramer - 49 Robert Lyons - 31 Frank Minnifield CB - 22 Felix Wright SS Special Team - 9 Matt Bahr K - 15 Bryan Wagner P Lista delle riserve - 99 Darryl Sims DE (IR) Squadra di allenamento - -- Rick Aeilts TE - 87 John Talley WR |
| Legenda - I rookie sono in corsivo. - Il primo ruolo è il principale mentre gli eventuali successivi indicano i ruoli secondari. - (IR) sta per Injured Reserve ed indica la lista ristretta per un solo giocatore infortunato che può tornare ad allenarsi dopo la settimana 6 e a rientrare in prima squadra dopo che questa ha giocato 8 partite. - (NF-Inj.) / (NF-Ill.) stanno rispettivamente per Non-Football Injured e Non-Football Illness ed indicano le liste dove viene inserito un giocatore che ha un infortunio o una malattia non dipendente dal football americano. - (PUP) sta per Physically Unable to Perform ed indica la lista dove viene inserito un giocatore mentre è in attesa di recuperare la condizione fisica. Nella stagione regolare dopo la sesta partita giocata dalla propria squadra, il giocatore ha tempo tre settimane per riprendere ad allenarsi, più tre settimane aggiuntive dal suo rientro agli allenamenti per rientrare in prima squadra. |

## Calendario
| Stagione regolare |              |                         |             |        |                             |          |
| Turno             | Data         | Avversario              | Risultato   | Record | Stadio                      | Pubblico |
| 1                 | 10 settembre | at Pittsburgh Steelers  | V 51–0      | 1–0    | Three Rivers Stadium        | 57,928   |
| 2                 | 17 settembre | New York Jets           | V 38–24     | 2–0    | Cleveland Municipal Stadium | 73,516   |
| 3                 | 25 settembre | at Cincinnati Bengals   | S 14–21     | 2–1    | Riverfront Stadium          | 55,996   |
| 4                 | 1 ottobre    | Denver Broncos          | V 16–13     | 3–1    | Cleveland Municipal Stadium | 78,637   |
| 5                 | 8 ottobre    | at Miami Dolphins       | S 10–13 DTS | 3–2    | Joe Robbie Stadium          | 58,444   |
| 6                 | 15 ottobre   | Pittsburgh Steelers     | S 7–17      | 3–3    | Cleveland Municipal Stadium | 78,840   |
| 7                 | 23 ottobre   | Chicago Bears           | V 27–7      | 4–3    | Cleveland Municipal Stadium | 78,722   |
| 8                 | 29 ottobre   | Houston Oilers          | V 28–17     | 5–3    | Cleveland Municipal Stadium | 78,765   |
| 9                 | 5 novembre   | at Tampa Bay Buccaneers | V 42–31     | 6–3    | Tampa Stadium               | 69,162   |
| 10                | 12 novembre  | at Seattle Seahawks     | V 17–7      | 7–3    | Kingdome                    | 58,978   |
| 11                | 19 novembre  | Kansas City Chiefs      | P 10–10 DTS | 7–3–1  | Cleveland Municipal Stadium | 77,922   |
| 12                | 23 novembre  | at Detroit Lions        | S 10–13     | 7–4–1  | Pontiac Silverdome          | 65,624   |
| 13                | 3 dicembre   | Cincinnati Bengals      | S 0–21      | 7–5–1  | Cleveland Municipal Stadium | 76,236   |
| 14                | 10 dicembre  | at Indianapolis Colts   | S 17–23     | 7–6–1  | Hoosier Dome                | 58,550   |
| 15                | 17 dicembre  | Minnesota Vikings       | V 23–17 DTS | 8–6–1  | Cleveland Municipal Stadium | 70,777   |
| 16                | 23 dicembre  | at Houston Oilers       | V 24–20     | 9–6–1  | Houston Astrodome           | 58,852   |

Note: gli avversari della propria division sono in grassetto.

### Playoff
| Playoff          |                 |                       |           |                             |          |         |
| Turno            | Data            | Avversario            | Risultato | Stadio                      | Pubblico | Sintesi |
| Divisional       | 6 gennaio 1990  | Buffalo Bills (3)     | V 34–30   | Cleveland Municipal Stadium | 77,706   | Recap   |
| AFC Championship | 14 gennaio 1990 | at Denver Broncos (1) | S 21–37   | Mile High Stadium           | 76,005   | Recap   |

## Classifiche
| AFC Central            |   |   |   |      |      |       |     |     |     |
|                        | V | S | P | %    | CONF | DIV   | PF  | PS  | STR |
| Cleveland Browns(2)    | 9 | 6 | 1 | .594 | 3–3  | 6–5–1 | 334 | 254 | V2  |
| Houston Oilers(4)      | 9 | 7 | 0 | .563 | 3–3  | 6–6   | 365 | 412 | S2  |
| Pittsburgh Steelers(5) | 9 | 7 | 0 | .563 | 1–5  | 6–6   | 265 | 326 | V3  |
| Cincinnati Bengals     | 8 | 8 | 0 | .500 | 5–1  | 6–6   | 404 | 285 | S1  |